# Fjärås Bräcka
Fjärås Bräcka är en fyra kilometer lång och omkring 500 meter bred israndsbildning, en ändmorän i Fjärås socken i Kungsbacka kommun, och innefattar ett naturreservat. Åsen, vars högsta punkt ligger 76,4 meter över havet, ligger tvärs över sjön Lygnerns dalgång och dämmer upp sjön till 15 meter över havsytan. Fjärås bräcka är del av randmoränkomplexet Göteborgsmoränen, som leder vidare över Lindome in mot Göteborg.

## Bildande
Ändmoränen började bildas på havsbotten för omkring 14.500 år sedan, då inlandsisens rand var vid platsen för Fjärås Bräcka. Smältvatten samlades i avloppstunnlar under isen och sprutade med högt tryck ut vid randen, vilket ledde till att sand, grus och sten lagrades i kullar utanför isen, medan lerslammet avlagrades längre bort och bildade mäktiga lager på det är den nuvarande kustslätten, vid Fjärås station mer än 80 meter djupt. Avlagringar av morän samlades med smältvatten och genom att föras fram inuti och framför isen, då isen under lång tid rörde sig fram och tillbaka på ungefär samma plats. Kullarna bildade så småningom en vall. När inlandsisen drog sig tillbaka, efterlämnade den en undervattensrygg bestående av sten, morän, grus och sand.
För ungefär 11 000 år sedan började med landhöjningen en landtunga bildas framför israndsbildningen. I bräckans västsluttning bildades strandterrasser där havet stått stilla en längre tid eller när extrema stormar gröpt ur hak i sluttningen. För 6 000 år sedan fanns en insjö innanför ändmoränen och landhöjningen hade gjort att kustslätten utvidgats.
Västsidan av bräckan karaktäriseras av artfattiga ljunghedar, medan östsidans vegetation är mer varierad med öppna torrängar och tät lövvegetation. På åsens krön går Gamla Förlandavägen, vilken med anor från stenåldern fram till medeltiden var en del av huvudfärdstråket genom det dansk-norska riket mellan Köpenhamn och Kristiania, den så kallade Kungsleden.

## Li gravfält
Huvudartikel: Li gravfält
Det finns stenåldersgravar och andra lämningar på Fjärås Bräcka. Li gravfält ligger på den västra sluttningen och 127 kvarvarande resta stenar från vikingatiden. Området kan ha haft en fast befolkning sedan bronsåldern.

## Fjärås Bräcka naturreservat
Fjärås bräcka är tillsammans med Lygnern klassad som område av riksintresse för naturvård och avsattes 1976 som naturreservatet Fjärås Bräcka. Här finns ett rikt djurliv med bland annat rådjur, räv och grävling.
Från åsens krön, 60 meter över Fjäreslätten, ges en storslagen utsikt åt två håll. Mot öster ligger sjön Lygnern med sina skogiga stränder och mot väster ett vidsträckt slättområde, som når fram till Kungsbackafjorden i Kattegatt.
År 2005 invigdes ett naturum på Fjärås Bräcka. I Naturum finns en utställning över reservatets natur och kultur samt ett kafé. Från Naturum finns en naturstig på 1,5 kilometer, först längs krönet mot Fjärås kyrka och därefter tillbaka nedanför bräckan på östsidan.

## Grustäkter
Kungsbacka kommun tar vatten ur Lygnern, vilket filtrerar genom Fjärås Bräckas gruslager under några veckor. Fram till 1967 hade Statens järnvägar ett grustag i norra delen av Fjärås Bräcka, från 1910 med ett järnvägsspår till stambanan, där över en miljon ton grus grävts bort. En trappa med 142 trappsteg mellan grusgropen och krönet är en rekonstruktion av den trappa som använde mellan 1917 och 1921 för passagerare att ta sig till fots mellan en ångbåtsbrygga i Lygnern och en primitiv järnvägsstation på kustsidan av bräckan. Efter naturreservatets bildande fortsatte  grustäkt i den södra delen av bräckan, vilket senare stoppats.

## Bilder

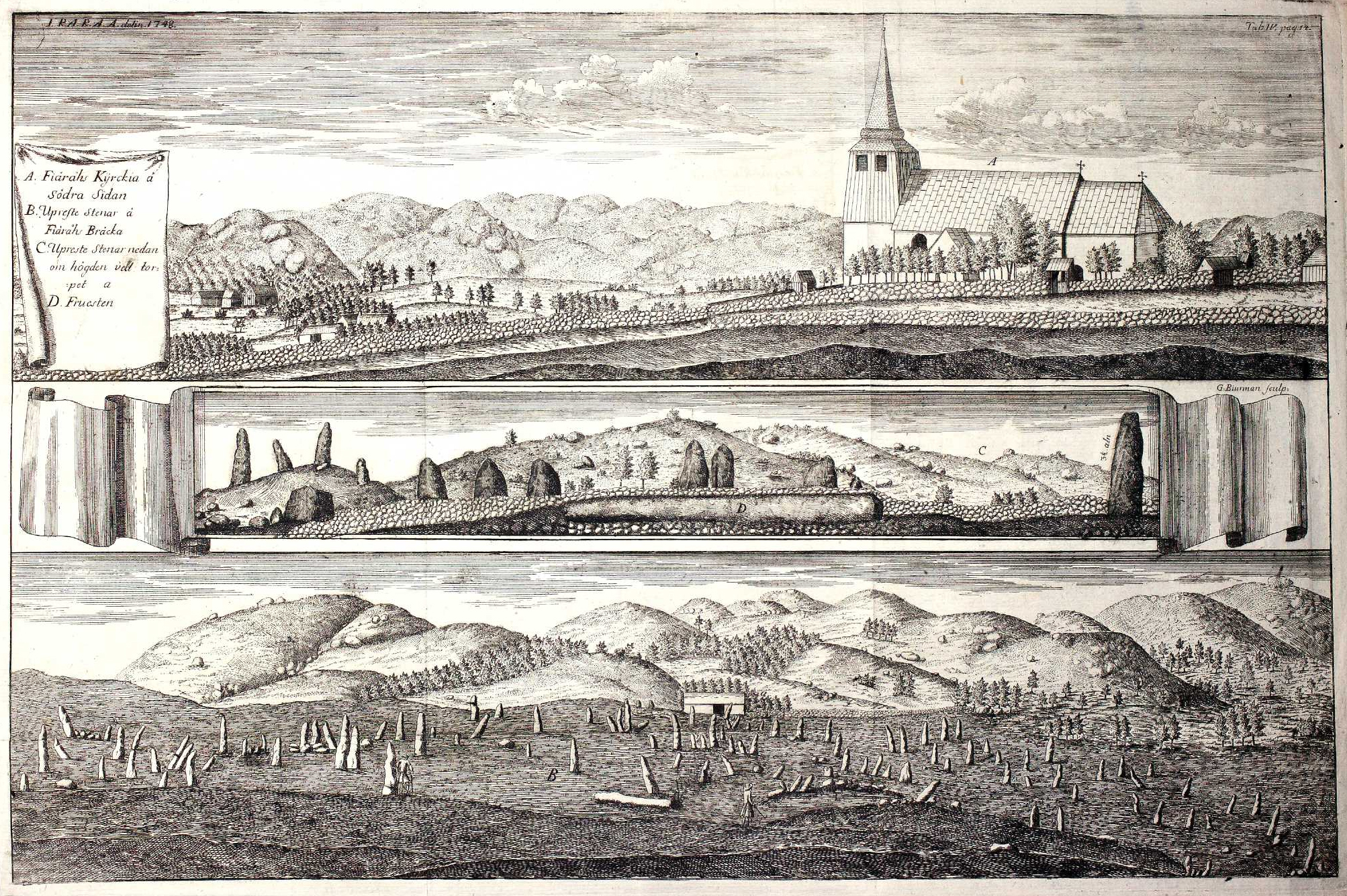
Fjärås kyrka och Fjärås Bräcka. Ur Hallandia antiqua et hodierna (1753)
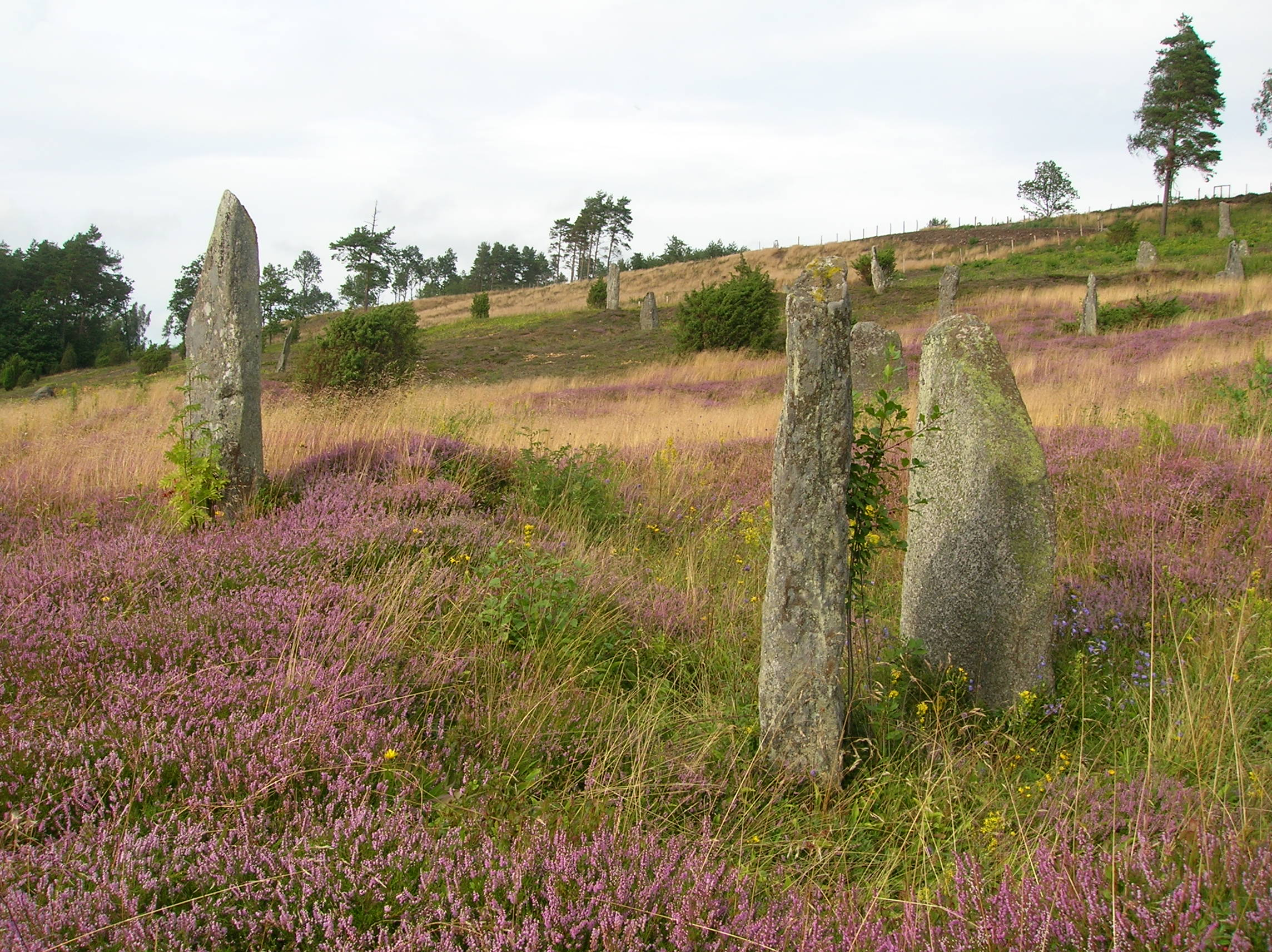
Resta stenar på Li gravfält
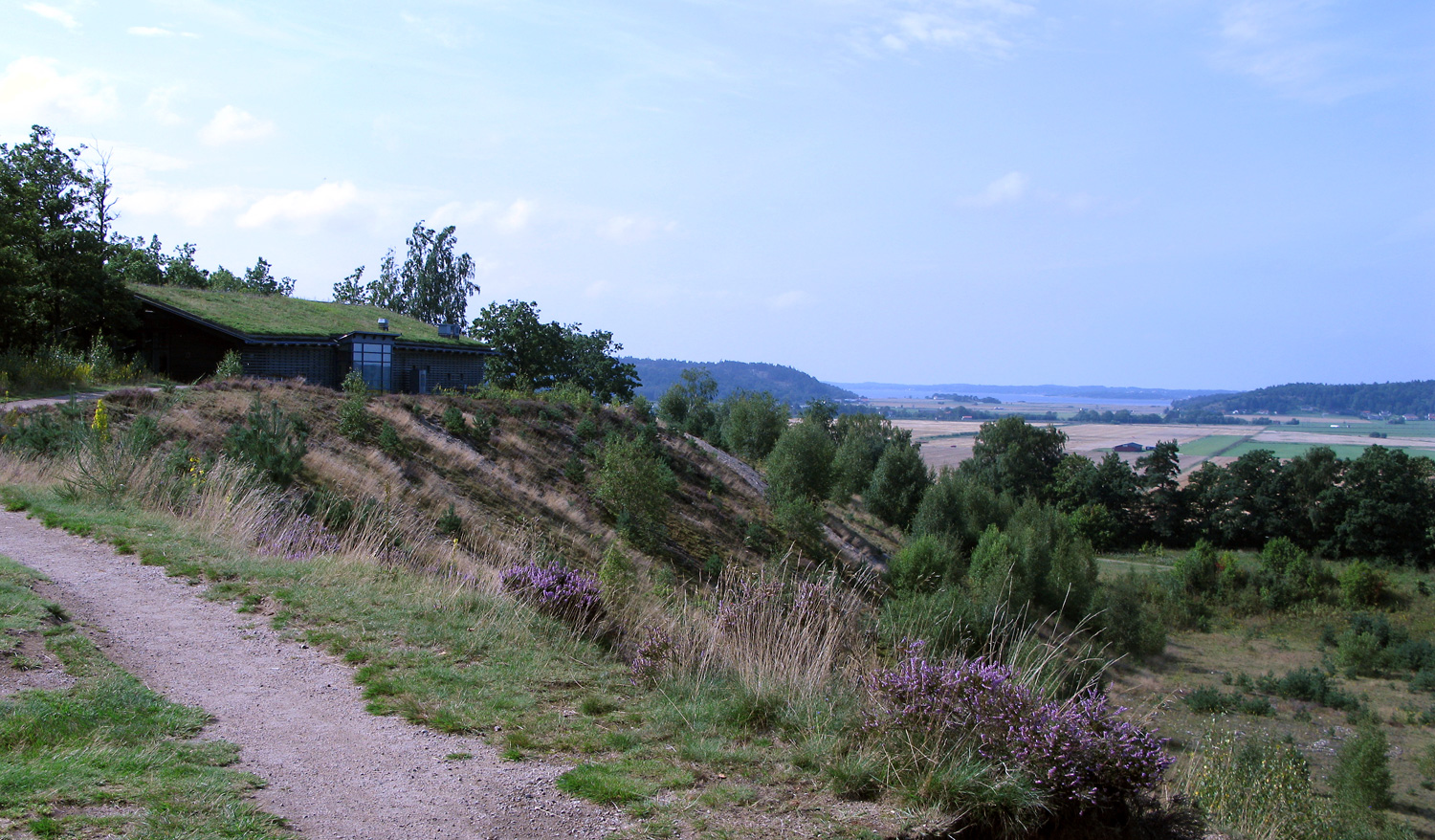
Utsikt mot väster med Fjärås naturum till vänster och Kungsbackafjorden i fjärran.
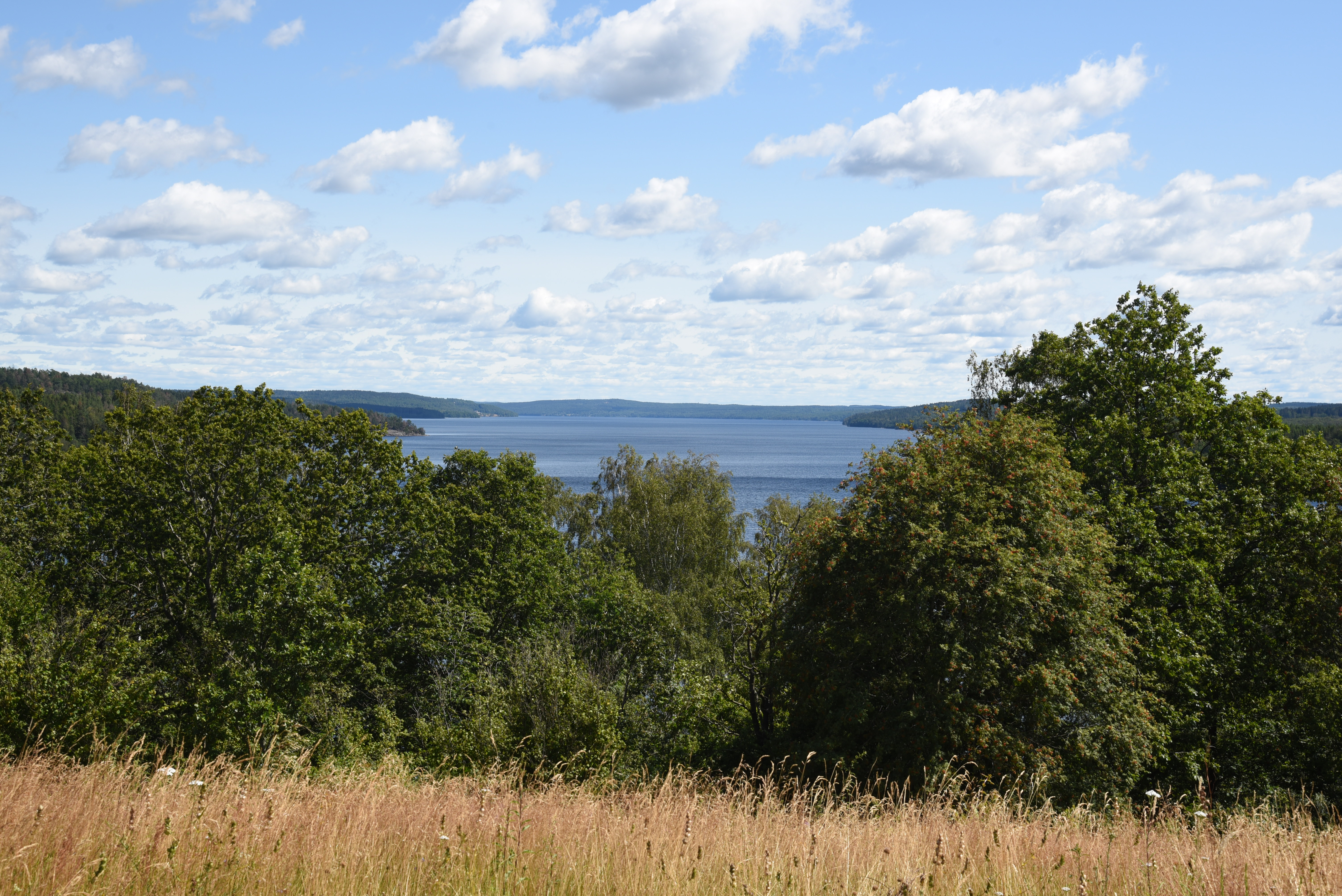
Utsikt mot öster och Lygnern.
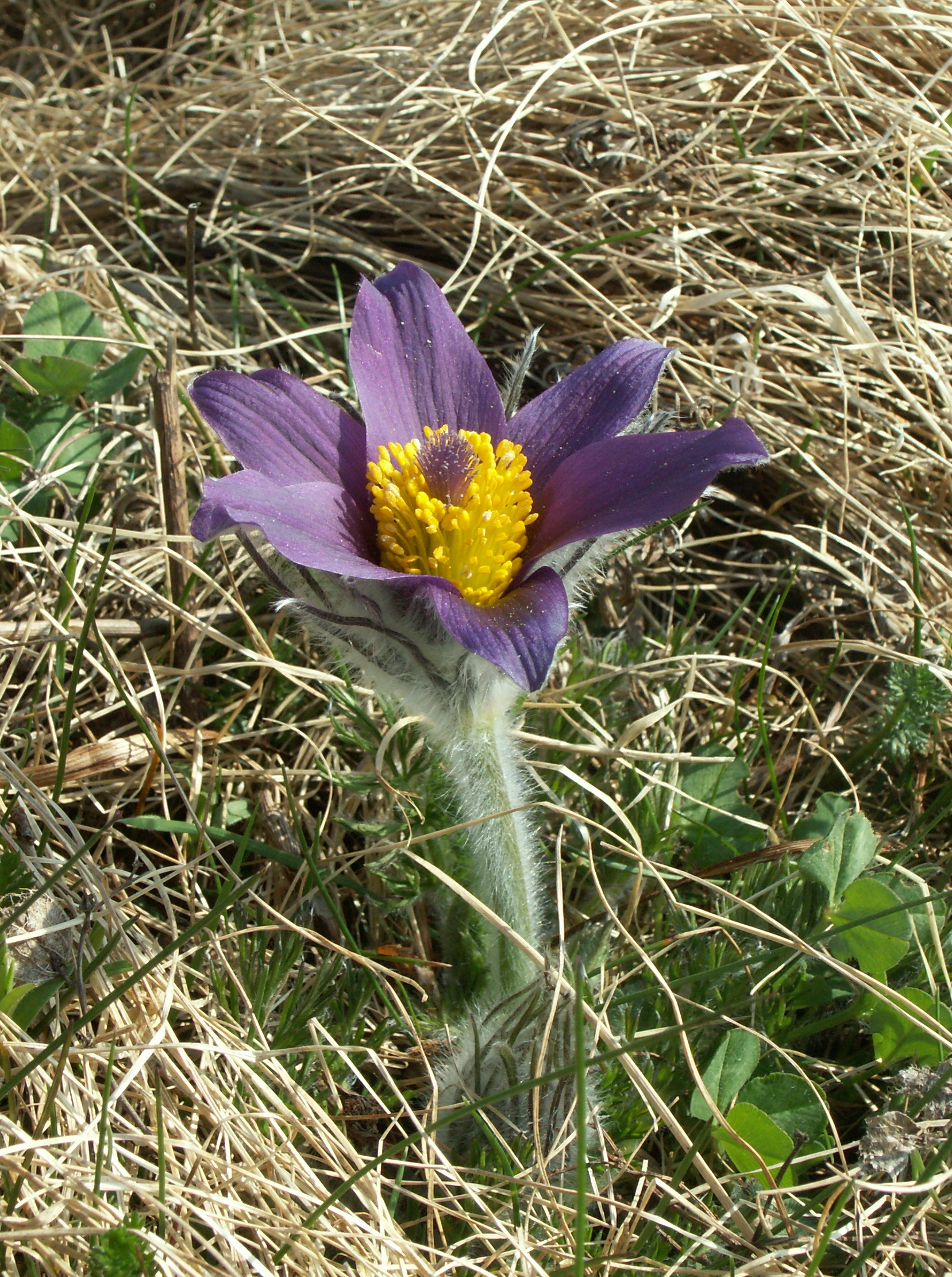
Backsippa på Fjärås Bräcka.
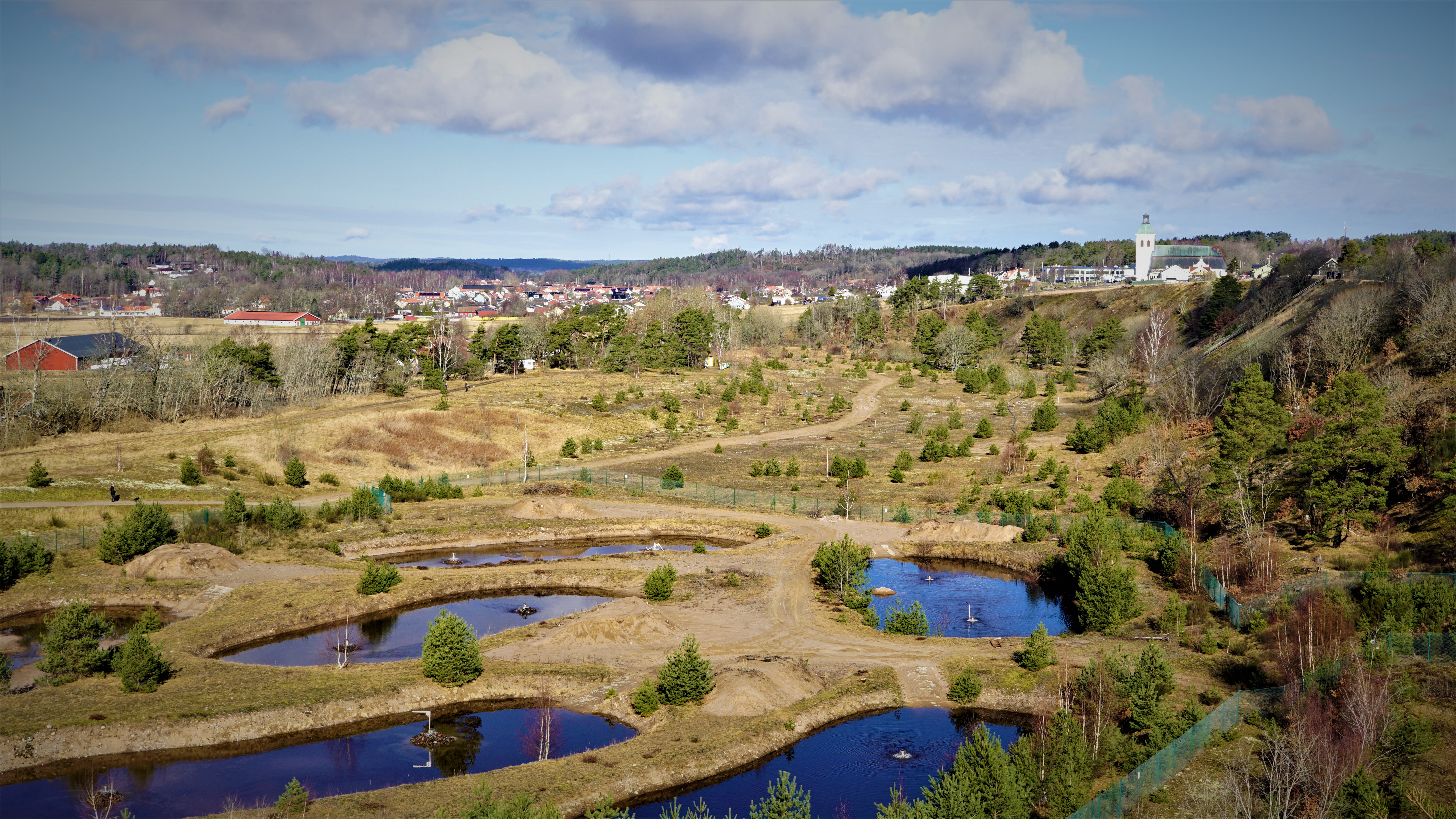
Fjärås Bräcka Naturreservat, mars 2021. I bakgrunden ses Fjärås kyrka.